# Джоллу
Джоллу́ (укр. Джоллу, крымскотат. Collu, Джоллу) — исчезнувшее село в Нижнегорском районе Республики Крым, располагавшееся на западе центральной части района, в степном Крыму, примерно у юго-западной окраины современного села Уютное.

## История
Первое документальное упоминание села встречается в Камеральном Описании Крыма… 1784 года, судя по которому, в последний период Крымского ханства Чонлу входил в Насывский кадылык Карасъбазарскаго каймаканства. После присоединения Крыма к России (8) 19 апреля 1783 года, (8) 19 февраля 1784 года, именным указом Екатерины II сенату, на территории бывшего Крымского Ханства была образована Таврическая область и деревня была приписана к Перекопскому уезду. После Павловских реформ, с 1796 по 1802 год, входила в Перекопский уезд Новороссийской губернии. По новому административному делению, после создания 8 (20) октября 1802 года Таврической губернии, Джалла был включён в состав Таганашминской волости Перекопского уезда.
Согласно Ведомости о всех селениях, в Перекопском уезде состоящих… от 21 октября 1805 года в деревне Джалла в 9 дворах проживало 56 крымских татар и 1 ясыр. На военно-топографической карте генерал-майора Мухина 1817 года деревня Юллу обозначена с 10 дворами. После реформы волостного деления 1829 года Джаллу, согласно «Ведомости о казённых волостях Таврической губернии 1829 года», отнесли к Башкирицкой волости (переименованной из Таганашминской). На карте 1836 года в деревне 8 дворов, а на карте 1842 года Джоллу обозначен условным знаком «малая деревня», то есть, менее 5 дворов.
В 1860-х годах, после земской реформы Александра II, деревню включили в состав Владиславской волости. Согласно «Памятной книжке Таврической губернии за 1867 год», деревни Джоллу и Тотанай были покинуты жителями в 1860—1864 годах, в результате эмиграции крымских татар, особенно массовой после Крымской войны 1853—1856 годов, в Турцию и заселены немцами колонистами под названием Аннефельд. В «Списке населённых мест Таврической губернии по сведениям 1864 года», составленном по результатам VIII ревизии 1864 года, Джоллу записан вместе с Тотанаем, как общинная деревня немецких колонистов Анненфельд с 19 дворами, 56 жителями и мечетью при колодцах и примечанием, что На военно-топографической карте состоит из 2-х участков. По обследованиям профессора А. Н. Козловского начала 1860-х годов, в селении вода в колодцах глубиной 3—5 саженей (6—10 м) была частью пресная, а чаще солёная. Последний раз встречается на трёхверстовой карте Шуберта 1865 года. Впоследствии была либо объединена с Тотанаем под названием Эйгенфельд, либо просто опустела, поскольку в дальнейшем в доступных источниках не встречается.